# Condado de Cervellón
El condado de Cervellón es un título nobiliario español concedido por el rey Felipe IV en 1649 —aunque el título no fue efectivo hasta 1654—, a favor de Gerardo Mercader de Cervellón, otorgándosele grandeza de España en 1727.

## Titulares
|                        | Titular                                          | Periodo             |
| Creación por Felipe IV | Creación por Felipe IV                           |                     |
| ---------------------- | ------------------------------------------------ | ------------------- |
| I                      | Gerardo Cervellón y Monpalau                     | 1654-1673           |
| II                     | Gaspar Alamán de Cervellón Mercader Vives y Vich | 1673-1686           |
| III                    | Francisco de Cervellón y Palafox                 | 1686-1727           |
| IV                     | Francisca María de Cervellón y Palafox           | 1727-1752           |
| V                      | Laura María de Castellví y Mercader              | 1752-1799           |
| VI                     | Felipe Carlos Osorio y Castellví                 | 1799-1815           |
| VII                    | Felipe María Osorio y de la Cueva                | 1815-1859           |
| VIII                   | María del Pilar Osorio y Gutiérrez de los Ríos   | 1859-1921           |
| IX                     | Manuel Falcó y Osorio                            | 1921-1927           |
| X                      | Manuel Falcó y Álvarez de Toledo                 | 1928-1936           |
| XI                     | Manuel Falcó y Anchorena                         | 1956-actual titular |

## Historia de los condes de Cervellón
- Gerardo Cervellón y Monpalau (m. 1673), I conde de Cervellón[2] y  VI barón de Oropesa,[3] consejero de Su Majestad, fue Baile General de la Ciudad y Reino de Valencia.[4] Era hijo de Miguel de Cervellón (m. 1628) y de Vicenta de Monpalau (m. 1657).[3] Otorgó testamento en Valencia el 9 de abril de 1673.[5]

Contrajo matrimonio en 1632 con Ana María Vivas y Vich, hija de José Vives, hijo de los señores de Vergel, y de María Vich y Castellví. El matrimonio solamente tuvo una hija, Laura Cervellón, que falleció muy joven y que contrajo matrimonio en 1652 con Gastón Mercader, III conde de Buñol. Las capitulaciones para este matrimonio especificaban que todos los hijos del matrimonio y todos los que heredasen el mayorazgo, deberían utilizar el apellido Cervellón por delante de cualquier otro. Le sucedió su nieto, hijo de Laura Cervellón y Gastón Mercader.
- Gaspar Alamán de Cervellón Mercader Vives y Vich[3] (m. 1686), II conde de Cervellón[2] y IV conde de Buñol.[7]

Se casó el 5 de febrero de 1673 con Inés María de Palafox (m. 2 de diciembre de 1712), aragonesa, hija del III marqués de Ariza. Le sucedió su hijo:
- Francisco de Cervellón y Palafox, III conde de Cervellón.[9] Le sucedió su hermana:

- Francisca María de Cervellón y Palafox (m. 20 de marzo de 1752), IV condesa de Cervellón[9]

Contrajo matrimonio el 26 de febrero de 1702 con Juan Basilio de Castellví Coloma (m. 17 de enero de 1754), II marqués de Villatorcas, gobernador de Valencia y virrey de Nápoles.  Le sucedió su hija:
- Laura María de Castellví y Mercader (m. 1 de febrero de 1799), V condesa de Cervellón,[9] XII condesa de Elda[10] y III marquesa de Villatorcas.[11]

Se casó el 13 de marzo de 1754 con Antonio Osorio de Guzmán, mariscal de campo. Le sucedió su hijo:

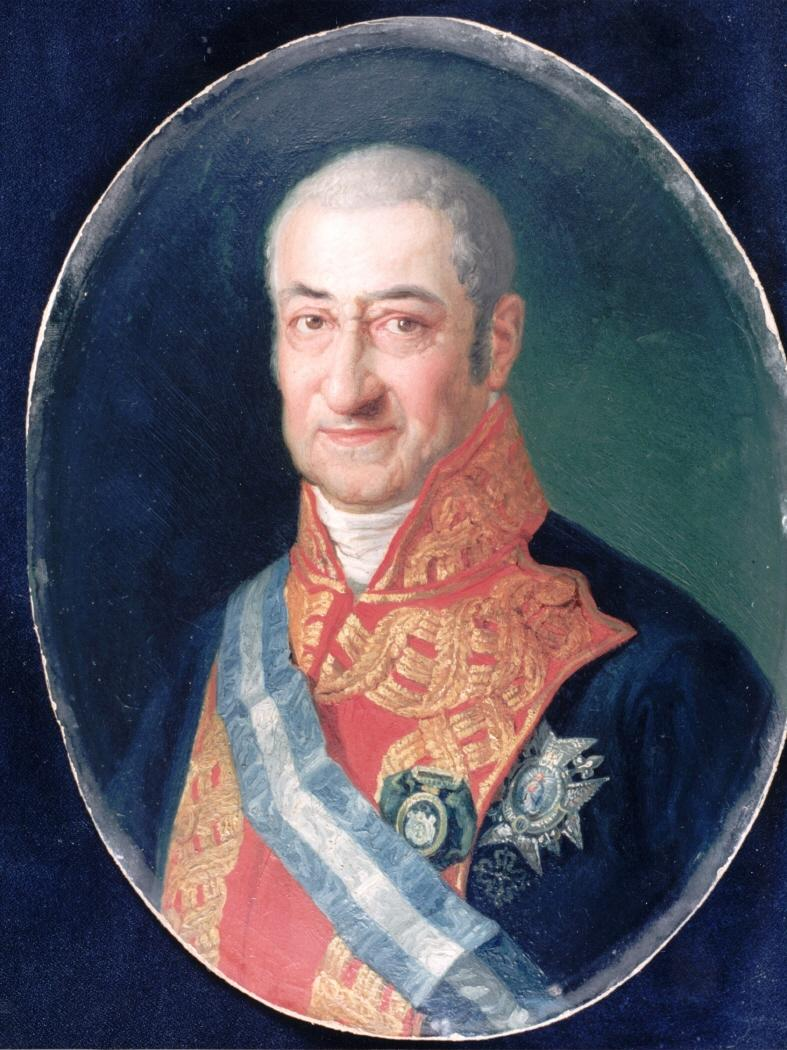
Felipe Carlos Osorio y Castellví pintado por Vicente López Portaña (Museo Lázaro Galdiano, Madrid)

- Felipe Carlos Osorio y Castellví (1762-23 de octubre de 1815[12]), VI conde de Cervellón,[9] XIII conde de Elda,[10] III marqués de Nules, IV marqués de Villatorcas,[11] marqués de Quirra, caballero de la Orden de Alcántara desde el 29 de abril de 1770, gran cruz de la Orden de Carlos III por decreto de 4 de abril de 1794,[13] capitán general de Valencia y Murcia.

Se casó el 21 de noviembre de 1789 con María Magdalena de la Cueva y de la Cerda, hija de Miguel José de la Cueva, XIII duque de Alburquerque, y de Cayetana de la Cerda Cernesio. Le sucedió su hijo:
- Felipe María Osorio y de la Cueva (m. 5 de febrero de 1859), VII conde de Cervellón,[9] XIV conde de Elda,[10] V marqués de la Mina,[15] XIX conde de Siruela,[16] V marqués de Villatorcas,[17] conde de Pezuela de las Torres[18] —estos últimos tres títulos heredados de su tío José Miguel de la Cueva y de la Cerda, XIV duque de Alburquerque—,[14] mariscal de campo.[9]

Se casó el 26 de septiembre de 1821 con Francisca de Asís Gutiérrez de los Ríos y Solís, II duquesa de Fernán Núñez, XII condesa de Barajas. Le sucedió su hija.
- María del Pilar Osorio y Gutiérrez de los Ríos (Madrid, 10 de diciembre de 1829-Chateau de Dave, Namur, Bélgica, 1 de septiembre de 1921),[20] VIII condesa de Cervellón,[9] III duquesa de Fernán Núñez,[21][22] VIII condesa de Cervellón,[9] VI marquesa de la Mina,[15] VIII marquesa de Castel-Moncayo,[23] XX condesa de Siruela,[16] XIII condesa de Barajas,[19] V duquesa del Arco,[24] XV condesa de Elda,[10] ocho veces grande de España, VII duquesa de Montellano, XII marquesa de Alameda, IX marquesa de Nules,[17] marquesa de Castelnovo, VI marquesa de Villatorcas,[17] VIII marquesa de Pons, marquesa de Plandogan, marquesa de Miranda de Anta, VI condesa de Frigiliana, XIV condesa de Anna, condesa de Molina de Herrera, condesa de Montehermoso y IX condesa de Puertollano.[20] Fue dama de las reinas Isabel II, María de las Mercedes y María Cristina.[20]

Casó, el 14 de octubre de 1852, con Manuel Luis Pascual Falcó D'Adda y Valcárcel (n. Milán, 26 de febrero de 1838), XII marqués de Almonacir, barón de Benifayó, V marqués del Arco y de Montellano.
- Manuel Falcó y Osorio (Dave, Namur, 30 de septiembre de 1856-Madrid, 8 de mayo de 1927), IX conde de Cervellón,[9] IV duque de Fernán Núñez,[25] VII marqués de la Mina[15] XIV conde de Barajas,[19] cuatro veces grande de España, XIII marqués de Alameda,[26] XIII marqués de Almonacir,[26] VII marqués de Villatorcas,[26] IX marqués de Castelnovo,[26] XIV marqués de Miranda de Anta, X marqués de Nules,[26] XV conde de Anna,[26] X conde de Saldueña, XIII conde de Molina de Herrera, IX conde de Montehermoso, XXII señor de la Higuera de Vargas y Espadero,[26] Fue ministro, senador, caballero de la Orden del Toisón de Oro, mayordomo mayor y embajador en Viena y en Berlín.[27]

Se casó el 25 de junio de 1896 con Silvia Álvarez de Toledo y Gutiérrez de la Concha, IV duquesa de Bivona (título español) y III condesa de Xiquena, hija de José María Álvarez de Toledo y Acuña, II duque de Bivona, y de su esposa Jacinta Gutiérrez de la Concha y Fernández de Luco. Le sucedió su hijo:
- Manuel Falcó y Álvarez de Toledo (Madrid, 1896-8 de diciembre de 1936), X conde de Cervellón,[27] V duque de Fernán Núñez,[27] V duque de Bivona,[29] VIII marqués de la Mina,[15] XIV marqués de Alameda y IV conde de Xiquena.[30]

Se casó con Mercedes Anchorena y Uriburu (m. 4 de abril de 1988). Le sucedió su hijo:
- Manuel Falcó y de Anchorena, XI conde de Cervellón, VI duque de Fernán Núñez,[27] VI duque de Bivona,[29] IX marqués de la Mina,[15] XVI conde de Barajas,[19] XV marqués de Alameda, marqués de Almonacid de los Oteros, marqués de Castelnovo, marqués de Miranda de Anta, conde de Anna, conde de Molina de Herrera, conde de Montehermoso, conde de Pezuela de las Torres, conde de Puertollano, conde de Saldueña, señor de la Higuera de Vargas,[31] duque del Arco[32] y V conde de Xiquena.[30]

Casado el 29 de mayo de 1986 con María Cristina Ligués Creus.